# 少年隊夢
『少年隊夢』（しょうねんたいむ）は、1999年10月12日から2001年3月20日までフジテレビで放送されたバラエティ番組。司会を務めた少年隊の初の冠番組である。放送時間は毎週火曜 24:55 - 25:25 (JST) 。

## 概要
少年隊が毎回ゲストを交えて行う大人のエンターテインメントショーという触れ込みで放送された深夜番組で、スタジオセットはディナーショーの会場を模したものになっていた。そして観客がテーブル席に座り、少年隊をはじめとするキャストがステージ上で企画を遂行していた。なお、少年隊のリーダーは本来は錦織一清であるが、この番組中のみ東山紀之がリーダーを務めていた。
番組は放送期間中、『少年隊夢II』（2000年4月 - 2000年9月） → 『少年隊夢III』（2000年10月 - 2001年3月）と2回にわたって改題された。番組の終了後、同枠で後継番組の『少年タイヤ』がスタートした。
なお、関西地区ではKBS京都テレビで金曜19:30-20:00に放送していた。

## 出演者
- 錦織一清（少年隊）
- 植草克秀（少年隊）
- 東山紀之（少年隊）
- Musical Academy

## スタッフ
- 構成：玉井貴代志／右近亨、高須晶子、つかはら、宇宙田かい
- 振り付け：SANCHE、三浦亨
- ナレーション：川浪葉子、アラン・J
- 美術制作：石鍋伸一朗
- デザイン：越野幸栄
- 美術進行：中村秀美
- 大道具：西村幸也
- 電飾：井野岡利保
- 視覚効果：藤本茂
- アクリル装飾：高信作
- 生花装飾：庄島有紀
- CG：田中秀幸（フレイムグラフィックス）
- スタイリスト：鞠子恵
- 技術プロデューサー：長滝淳子
- SW：小川利行
- CAM：横山政照
- VE：高瀬義美
- 音声：高橋幸則
- 照明：植松晃一、三好裕治
- バリライト：安達浩也
- PA：秋野岳夫
- 編集：瓜田利昭（D-Craft）
- MA：指田高史
- 音響効果：天野孝弘（4-Legs）
- TK：水越理恵
- 編成：夏野亮
- 広報：小出和人
- リサーチ：三慶サービス、マンダラハウス、チェリオ
- 技術協力：ニユーテレス、バリライト、IMAGICA
- ディレクター：小仲正重、平尾基樹、松井信樹
- 演出：白髭晋二
- プロデューサー：大前一彦、高崎邦雄
- 協力：ジャニーズ事務所
- 制作：フジテレビ制作2部
- 制作著作：フジテレビ

## コーナー
タイムスリップソング
ゲストの思い出の曲を紹介し、それにまつわるエピソードを基にトークを展開。そしてゲストと少年隊がその歌を一緒に歌うコーナー。
き・か・せ・て・少年隊
毎回出演メンバーがあるシチュエーションテーマに対するリアクションを披露するコーナー。